# 乱!参院選2010
『乱!参院選2010』（らん!さんいんせんにせんじゅう）は、TBS系列で放送された2010年（平成22年）7月11日執行第22回参議院議員通常選挙の選挙特別番組である。

## 概要
「早く濃密な開票速報」・「有権者目線で問題提起」をコンセプトに掲げている。
今回は平日夕方の報道・情報番組『Nスタ』と平日夜の報道番組『NEWS23X』を基幹番組としており、『Nスタ』総合司会の堀尾正明（第1部 - 
第2部）と『NEWS23X』メインキャスターの膳場貴子・松原耕二（第3部 - 第5部）が当番組のメインキャスターを務めた。堀尾が選挙特番のキャスターを務めるのは、NHKアナウンサー時代を含めて今回が初めてである。土曜夕方の報道番組『報道特集』からはキャスターの田丸美寿々が当番組のアンカーとして起用された。
今回も前回の選挙特番同様、スペシャルコメンテーターとして土曜夜の情報番組『情報7days ニュースキャスター』からビートたけしを起用した。
新たな試みとして、当番組と連動してTwitterでも「当確情報」が配信されることになった。また、地上デジタル放送のデータ放送では「当確情報」と共に、視聴者や政治家、アナウンサー・記者のつぶやきが配信された。
JNN系列加盟全28局で放送された。
なお、当番組に引き続いて、2010年7月12日2:30 - 5:15にTBSテレビと一部の系列局では、CSTBSニュースバード制作「すべて見せます!最終議席まで」にリレーし、開票速報を終夜体制で放送した。

## 出演者

### 第1部 - 第2部
メインキャスター
- 堀尾正明

スペシャルコメンテーター
- ビートたけし

キャスター（速報担当）
- 佐古忠彦

コメンテーター
- 岸井成格（毎日新聞主筆）

解説
- 岩田栄一（TBS政治部長）

アシスタント
- 青木裕子

### 第3部 - 第5部
アンカー
- 田丸美寿々

メインキャスター
- 膳場貴子、松原耕二（膳場は開票速報担当）

解説
- 杉尾秀哉（TBS解説・専門記者室長）

アシスタント
- 青木裕子

### 中継・レポート
- 長峰由紀
- 秋沢淳子
- 長岡杏子
- 山内あゆ
- 岡村仁美
- 田中みな実

ほか

## 放送時間
（以下、すべてJST）
- 2010年（平成22年）7月11日 19:57 - 翌2:30
  - 第1部 19:57 - 21:30
  - 第2部 21:30 - 23:10
  - 第3部 23:10 - 翌0:00
  - 第4部 翌0:00 - 1:00
  - （翌1:00 - 1:15 S☆1[3]）
  - 第5部 翌1:15 - 2:30

## 系列局での扱い
これまでの選挙特番と同様、番組の一部を自社製作（ローカル）版に差し替えて放送した。

### 毎日放送版
毎日放送（MBS）では、番組全体の8割程度を平日のローカル情報番組『ちちんぷいぷい』と夕方の報道番組『VOICE』をベースにした自社製作版と差し替えて放送するのが恒例となっていたが、今回は第1部 - 第4部の大半を『VOICE』をベースにした自社製作版へ差し替えた。
この自社製作版では、毎日放送のエリアである近畿2府4県+徳島県以外の全国の選挙区・比例区の情勢もフォローした。

#### 出演者
司会
- 大八木友之
- 高井美紀

ゲスト
- 小籔千豊
- 玉岡かおる
- 中野雅至
- 村田晃嗣

解説
- 後藤謙次
- 石田英司

開票速報担当
- 松川浩子
- 三澤肇

ほか

### その他系列局
- 北海道放送（HBC）では、『NEWS1』の出演者に加え、解説として北海道大学教授の宮本太郎が出演した。
- チューリップテレビ（TUT）では、『チューリップテレビ ニュース6』のメインキャスターである宮城克文が進行をし、自局の解説員らが出演した。
- 北陸放送（MRO）では、『情報ロック レオスタ』の松村玲郎が番組を進行するほか、自局の解説員らが出演した[5]。
- 中部日本放送（CBC）では、『イッポウ』のメインキャスターである大石邦彦が進行を、丹野みどりが速報を担当。毎日放送版ほどではないものの、ローカル差し替え時間を多く取り、放送エリアである東海3県の選挙区情勢や当選者の表情を詳しく伝えた。
- 山陽放送（RSK）では、『RSKイブニングニュース』月～水メインの国司憲一郎と解説担当の記者、ゲストコメンテーターの大学教授の3人が出演。
- RKB毎日放送では、『今日感テレビ』の川上政行と田中みずきらが出演した。
- 熊本放送（RKK）では、『総力報道!NEWS LIVE くまもと』の江上浩子・佐々木慎介らが出演した[6]。